# Kabinett Bonar Law
Das Kabinett Bonar Law wurde im Vereinigten Königreich am 23. Oktober 1922 durch Premierminister Andrew Bonar Law von der Conservative Party gebildet und löste die Regierung Lloyd George ab. Dem Kabinett gehörten ausschließlich Minister der Conservative Party an. Es war bis zum 20. Mai 1923 im Amt; ihr folgte das Kabinett Baldwin I nach.
Bei der Unterhauswahl am 15. November 1922 gewann die Conservative Party (Tories) eine absolute Mehrheit (344 von 615 Sitzen) im House of Commons. Die Labour Party gewann 142, die Liberal Party 62 und die National Liberal Party 53 Sitze.

## Regierungszeit
Andrew Bonar Law bildete nach der Wahl eine Regierung, die ausschließlich aus Konservativen bestand. Austen Chamberlain und seine Verbündeten innerhalb der Konservativen weigerten sich in das Kabinett einzutreten, da sie die Fortsetzung der Koalitionsregierung mit den Nationalliberalen forderten, die im Rahmen des Carlton-Club-Treffen zerbrach. Die konservativen Befürworter der Koalition um Austen Chamberlain boykottierten seine Regierungsbildung, sodass vor allem neue und unerfahrene Minister seinem neuen Kabinett angehörten. Hauptaufgabe seiner Regierung war es die Schulden gegenüber den USA zu begleichen. Anders als Lloyd George überließ Bonar Law, schon geschwächt und müde durch Krankheiten, viele Aufgaben seinen Ministern. Er trat schon im Frühjahr 1923 zurück, Nachfolger wurde Schatzkanzler Stanley Baldwin.

## Mitglieder des Kabinetts
| Zugehörigkeit |           | Konservative |
| Zugehörigkeit | Parteilos |              |

| Amt                                                                        | Bild                     | Person                                         | Partei             | Partei                              | Amtszeit         | Amtszeit     |
| -------------------------------------------------------------------------- | ------------------------ | ---------------------------------------------- | ------------------ | ----------------------------------- | ---------------- | ------------ |
| Premierminister Erster Lord des Schatzamtes Leader of the House of Commons |                          | Andrew Bonar Law                               |                    | Unionist Party (Conservative Party) | 23. Oktober 1922 | 20. Mai 1923 |
| Lordpräsident des Rates                                                    | James Gascoyne-Cecil     | James Gascoyne-Cecil, 4. Marquess of Salisbury |                    | Conservative Party                  | 23. Oktober 1922 | 20. Mai 1923 |
| Lordkanzler                                                                | George Cave              | George Cave, 1. Viscount Cave                  | Conservative Party | 23. Oktober 1922                    | 20. Mai 1923     |              |
| Schatzkanzler Zweiter Lord des Schatzamtes                                 | Stanley Baldwin          | Stanley Baldwin                                | Conservative Party | 23. Oktober 1922                    | 20. Mai 1923     |              |
| Außenminister                                                              | George Curzon            | George Curzon, 1. Marquess Curzon of Kedleston | Conservative Party | 23. Oktober 1922                    | 20. Mai 1923     |              |
| Innenminister                                                              | William Bridgeman        | William Bridgeman                              | Conservative Party | 23. Oktober 1922                    | 20. Mai 1923     |              |
| Erster Lord der Admiralität                                                | Leo Amery                | Leopold Stennett Amery                         | Conservative Party | 23. Oktober 1922                    | 20. Mai 1923     |              |
| Minister für Landwirtschaft und Fischerei                                  | Robert Sanders           | Robert Sanders                                 | Conservative Party | 23. Oktober 1922                    | 20. Mai 1923     |              |
| Minister für die Kolonien                                                  | Victor Cavendish         | Victor Cavendish, 9. Duke of Devonshire        | Conservative Party | 23. Oktober 1922                    | 20. Mai 1923     |              |
| Bildungsminister Präsident des Board of Education                          | Edward Wood              | Edward Wood                                    | Conservative Party | 23. Oktober 1922                    | 20. Mai 1923     |              |
| Gesundheitsminister                                                        | Arthur Griffith-Boscawen | Arthur Griffith-Boscawen                       | Conservative Party | 23. Oktober 1922                    | 7. März 1923     |              |
| Gesundheitsminister                                                        | Neville Chamberlain      | Neville Chamberlain                            | Conservative Party | 7. März 1923                        | 20. Mai 1923     |              |
| Minister für Indien                                                        | Willem Peel              | William Peel, 2. Viscount Peel                 | Conservative Party | 23. Oktober 1922                    | 20. Mai 1923     |              |
| Arbeitsminister                                                            | Anderson Montague-Barlow | Anderson Montague-Barlow                       | Conservative Party | 23. Oktober 1922                    | 20. Mai 1923     |              |
| Kanzler des Herzogtums Lancaster                                           | James Gascoyne-Cecil     | James Gascoyne-Cecil, 4. Marquess of Salisbury | Conservative Party | 23. Oktober 1922                    | 20. Mai 1923     |              |
| Minister für Schottland                                                    | John Gilmour             | Ronald Munro-Ferguson, 1. Viscount Novar       |                    | Unabhängig                          | 23. Oktober 1922 | 20. Mai 1923 |
| Handelsminister Präsident des Board of Trade                               | Philip Cunliffe-Lister   | Philip Lloyd-Greame                            |                    | Conservative Party                  | 23. Oktober 1922 | 20. Mai 1923 |
| Kriegsminister                                                             | Edward Stanley           | Edward Stanley, 17. Earl of Derby              | Conservative Party | 23. Oktober 1922                    | 20. Mai 1923     |              |